# Teneur de coupure
La teneur de coupure (T.C. version française de cutoff grade) en exploitation minière, est la proportion du minerai d'un gisement. Le seuil de coupure, ou teneur de coupure d'opération à la mine, est la teneur de coupure au-dessus de laquelle celui-ci est économiquement exploitable, en fonction des coûts d'extraction spécifiques au gisement et des prix actuels ou estimés du minerai extrait,.  
Cette teneur peut aussi être calculée bloc par bloc au sein d'un même gisement, ou pour séparer du matériel minéralisé en fractions graduées (lorsque le gisement contient plusieurs minerais utiles).
Si cette teneur n'est pas atteinte, le gisement sera laissé en place.

## Teneur de coupure optimale
On parle de teneur de coupure optimale lorsque celle-ci permet de maximiser le profit net par tonne de matériau minéralisé.

## Référence
1. 1 2  « Comment évalue-t-on le potentiel d’une mine ? Quelle quantité de métal peut-on récupérer ? », sur www.geosoc.fr (consulté le 17 mars 2025)
2. 1 2  « Teneur de coupure », sur polymtl.ca (consulté le 17 mars 2025)